# Dysphania andersonii
Dysphania andersonii är en fjärilsart som beskrevs av Moore 1886. Dysphania andersonii ingår i släktet Dysphania och familjen mätare. Inga underarter finns listade i Catalogue of Life.